# Nicio problemă!
Nicio problemă! (titlul original: în franceză Pas de problème!) este un film de comedie francez, realizat în 1975 de regizorul Georges Lautner, protagoniști fiind actorii Miou-Miou, Jean Lefebvre, Bernard Menez și Henri Guybet.

## Conținut
Paris, două zile înainte de Crăciun. Un bărbat rănit și urmărit de câțiva ucigași, se refugiază întâmplător la casa Anitei Boucher și moare acolo. Aceasta, care tocmai a fost eliberată din închisoare pentru complicitate la diverse furturi, vrea să evite alte probleme cu poliția și încearcă să facă cadavrul să dispară. Îl întâlnește întâmplător pe Jean-Pierre, un student la medicină fără vocație reală pentru aceasta, care acceptă să pună cadavrul în portbagajul mașinii tatălui său, domnul Michalon, care se află într-o călătorie.
Planul lor este zădărnicit de întoarcerea neașteptată a domnului Michalon senior care își ia mașina pentru a pleca la soția sa în Elveția. Jean-Pierre și Anita, împreună cu Daniel, un prieten de-al ei, pornesc în urmărirea domnului Michalon și a cadavrului. După multe rătăciri, trio-ul, care l-a văzut pe domnul Michalon în companie galantă pe autostradă, descoperă că acesta are o amantă numită Janice, la Annecy. Janice, obosită să aștepte în zadar divorțul promis de iubitul ei, pleacă împrumutând mașina lui (și cadavrul!) pentru a se explica cu doamna Michalon. 
Și iată că cei trei eroi, sunt din nou în urmărirea cadavrului, dar de data aceasta în compania lui Michalon pe care l-au informat ce s-a întâmplat. Când ajung în Elveția, Janis a vorbit deja cu Madame Michalon care, încântată de ocazie, decide să-și părăsească soțul. Acesta profită de prezența cadavrului în mașina lui pentru a face pe „durul”. Până la urmă, toți acești oameni ajung să sărbătorească împreună, veseli Crăciunul. Doamna Michalon a decis să rămână și cadavrul fiind ascuns într-un om de zăpadă, chiar nu mai este nicio problemă!

## Distribuție
- Miou-Miou – Anita Boucher
- Jean Lefebvre – Edmond Michalon
- Bernard Menez – Jean-Pierre Michalon
- Henri Guybet – Daniel
- Paula Moore – Emmanuelle
- Anny Duperey – Janice, iubita lui Edmond
- Renée Saint-Cyr – doctorița Laville
- Maria Pacôme – soția lui Michalon
- Lionel Vitrant – mafiotul împușcat, apoi cadavrul omniprezent
- Jean Luisi – criminalul în negru, din mașină
- Henri Cogan – șoferul în negru, din mașină
- Robert Dalban – Maurice, portarul hotelului
- Jean-Jacques Moreau – vameșul francez
- Paul Mercey – vameșul elvețian
- Jean-Paul Farré – patiserul asasinat
- Patrick Dewaere – barmanul
- Gérard Jugnot – lăcătușul
- Abderrahmane El Kébir – vecina Anitei
- Marc Ariche – pompierul
- Bouboule – bărbatul de la toaletă
- René Brun – bărbatul la bar
- Jean-Louis Castelli – bărbatul băut de la bar
- Samantha Llorens – soția sa
- Eva Lucke – fata din patul lui Daniel

## Melodii din film
- Cântecul de la începutul filmului, Y'a pas de problème este interpretat de Boulou Elios & Los Gitanos, o melodie cu ritm de flamenco;
- În apartamentul Anitei, se aude melodia lui Martin Dune (cunoscut și ca Jean-Marie Poiré), intitulată „Platon”;
- Când Anita dansează cu Jean-Pierre în clubul de noapte, se aude cântecul lui Martin Dune, „Label Motel”;

## Culise
- Automobilul din film a lui Jean Lefebvre este un Citroën DS 20 Pallas din 1970. Mașina lui Henri Guybet este un  Plymouth Fury III Station Wagon din 1966.